# Капиталистическое государство
Капитали́стическое (буржуа́зное) госуда́рство в марксизме — социально-экономическая форма государства в капиталистическом обществе.
Первые буржуазные государства возникли в Европе и в Северной Америке в XVII—XVIII веке. После Великой французской революции буржуазная система быстро распространилась по всему миру. Буржуазное общество и государство проходит следующие стадии:
- период свободной конкуренции;
- период монополистического капитализма;
- современный период, характеризующийся началом научно-технической революции.

Согласно марксистской теории, буржуазное государство — последний исторический тип эксплуататорского государства, он пришел на смену феодально-патриархального порядка.
Для капиталистического государства характерно:
- переход от абсолютных монархий к республикам и конституционным монархиям. Законотворческими и представительными органами, главными институтами буржуазной власти стали парламенты;
- защита прав и свобод человека и гражданина (политических и гражданских), что способствовало утверждению демократии. Более широкие слои населения смогли принимать участие в государственной и политической жизни;
- принцип разделения ветвей власти;
- буржуазные революции привели к местному самоуправлению (в Великобритании, Германии и других странах).